# Cornelii Scipiones

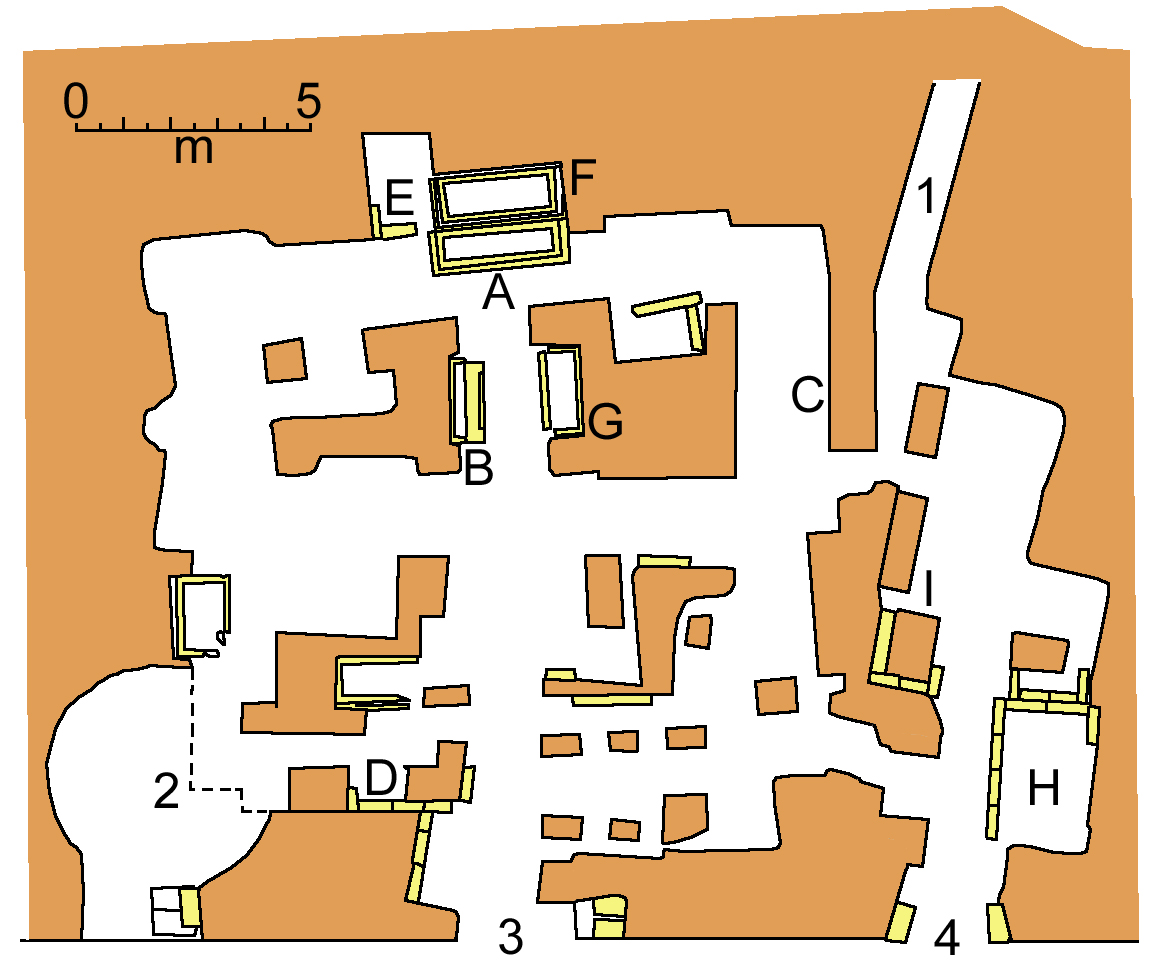
Plan du tombeau des Scipions sur la via Appia.

Les Cornelii Scipiones ou Scipions sont des patriciens romains membres d'une branche de la gens des Cornelii. Ils constituent une dynastie de généraux et d'hommes d'États des IIIe et IIe siècles av. J.-C. Cette famille est traditionnellement alliée à la branche des Paulii de la gens des Aemilii.
Le nom de cette famille viendrait du mot scipio signifiant « bâton », emblématique du pouvoir des magistrats édilitaires (cf Famille et société Monde grec, Rome, Étrurie Ve et IIe s., Catherine Wolff, Atlande) .
Les Scipions pratiquent les funérailles par inhumation. Leur tombeau, le Tombeau des Scipions, est érigé au bord de la Voie Appienne, il renfermait plusieurs sarcophages et des inscriptions qui sont de précieux documents sur la famille des Scipions et des exemples de texte en latin archaïque.

## Membres sous la République
- Publius Cornelius Scipio, tribun consulaire en 395 (et 394 av. J.-C. ?) ;
  - Publius Cornelius Scipio, fils du précédent, maître de cavalerie en 350 av. J.-C. ;
    - Lucius Cornelius Scipio (ru), fils du précédent, consul en 350 av. J.-C. ;
      - Publius Cornelius Scipio Barbatus, fils du précédent, dictateur en 306 av. J.-C. ;
        - Lucius Cornelius Scipio Barbatus, fils du précédent, consul en 298 av. J.-C. et censeur en 280 av. J.-C. ;
          - Cnaeus Cornelius Scipio Asina, fils du précédent, consul en 260 et 254 av. J.-C. ;
            - Publius Cornelius Scipio Asina, fils du précédent, consul en 221 av. J.-C. ;

          - Lucius Cornelius Scipio, oncle du précédent, consul en 259 av. J.-C. et censeur en 259 av. J.-C. ;
            - Lucius Cornelius Scipio, peut-être fils du précédent, préteur en 174 av. J.-C. ;
              - Cnaeus Cornelius Scipio Hispallus, petit-fils de l'avant-précédent, consul en 176 av. J.-C. ;

            - Publius Cornelius Scipio, oncle du précédent, consul en 218 av. J.-C. ;
              - Publius Cornelius Scipio Africanus, dit Scipion l'Africain, fils du précédent, consul en 205 et 194 av. J.-C. et censeur en 199 av. J.-C. ;
                - Cornelia Africana, mère des Gracques ;
                - Publius Cornelius Scipio Africanus Minor, frère de la précédente ;
                  - Publius Cornelius Scipio Aemilianus Africanus, dit Scipion Émilien, fils adopté du précédent, consul en 147 et 134 av. J.-C. et censeur en 142 av. J.-C. ;

              - Lucius Cornelius Scipio Asiaticus, dit Scipion l'Asiatique, grand-oncle du précédent, consul en 190 av. J.-C. ;
                -                   -                     - Lucius Cornelius Scipio Asiaticus Asiagenus, arrière-petit-fils du précédent, consul en 83 av. J.-C. ;
                      - Lucius Cornelius Scipio Aemilianus, fils du précédent, exécuté en 78 av. J.-C. ;

            - Gnaeus Cornelius Scipio Calvus, fils de Lucius, consul en 222 av. J.-C. ;
              - Publius Cornelius Scipio Nasica, fils du précédent, consul en 191 av. J.-C. ;
                - Publius Cornelius Scipio Nasica Corculum, fils du précédent, consul en 162 et 155 av. J.-C. et censeur en 159 av. J.-C. ;
                  - Publius Cornelius Scipio Nasica Serapio, fils du précédent, consul en 138 av. J.-C. ;
                    - Publius Cornelius Scipio Nasica Serapio, fils du précédent, consul en 111 av. J.-C..

## Membres sous l'Empire
- Publius Cornelius Scipio Salvito, consul suffect en 35 av. J.-C. ;
- Publius Cornelius Scipio, consul en 16 av. J.-C. ;
- Publius Cornelius Lentulus Scipio, consul suffect en 2 ;
- Lucius Cornelius Lentulus Scipio, consul suffect en 27 ;
- Servius Cornelius Scipio Salvidienus Orfitus, consul en 51 ;
- Publius Cornelius Scipio, consul en 52 ;
- Publius Cornelius Lentulus Scipio, demi-frère de Poppée, consul en 56 ;
- Publius Cornelius Scipio Asiaticus, frère du consul de 56, consul suffect en 68 ;
- Servius Cornelius Scipio Salvidienus Orfitus, consul en 110 ;
- Servius Cornelius Scipio Lucius Salvidienus Orfitus, consul en 149 ;
- Servius Cornelius Scipio Salvidienus Orfitus, consul en 178.